# Wilkoszyn
Wilkoszyn – część /dzielnica miasta Jaworzno. Położona jest we wschodniej części miasta. Graniczy od północy z dzielnicami: Dobra oraz Ciężkowice. Od wschodu graniczy z Trzebinią, od południa graniczy z dzielnicą Jeziorki, a od zachodu ze Śródmieściem.

## Historia
Już w czasach panowania Władysława Łokietka była tu osada woja Wilka, który brał udział w bitwie pod Płowcami w 1331 r. Przez jakiś czas rezydował u niego sam król, dzięki czemu Wilkoszyn zasłynął jako Osada króla Władysława Łokietka. Na terenie Wilkoszyna była kiedyś puszcza rozciągająca się od Jaworzna aż po Ciężkowice. W puszczy żyli kopacze rudy galenowej zwani Wilkosami.

## Zabytki
- Cmentarz Wilkoszyński

## Inne obiekty i miejsca
- Obszar Chronionego Krajobrazu Dobra-Wilkoszyn

## Ulice
- Wilkoszyn (główna)
- Gwardii Ludowej (część)
- Pionierów
- Obrońców Poczty Gdańskiej (część)
- Józefa Chełmońskiego (część)
- Botaniczna